# Covington, Texas
Covington là một thành phố thuộc quận Hill, tiểu bang Texas, Hoa Kỳ. Năm 2010, dân số của xã này là 269 người.

## Dân số
- Dân số năm 2000: 282 người.
- Dân số năm 2010: 269 người.